# Karl August Credner

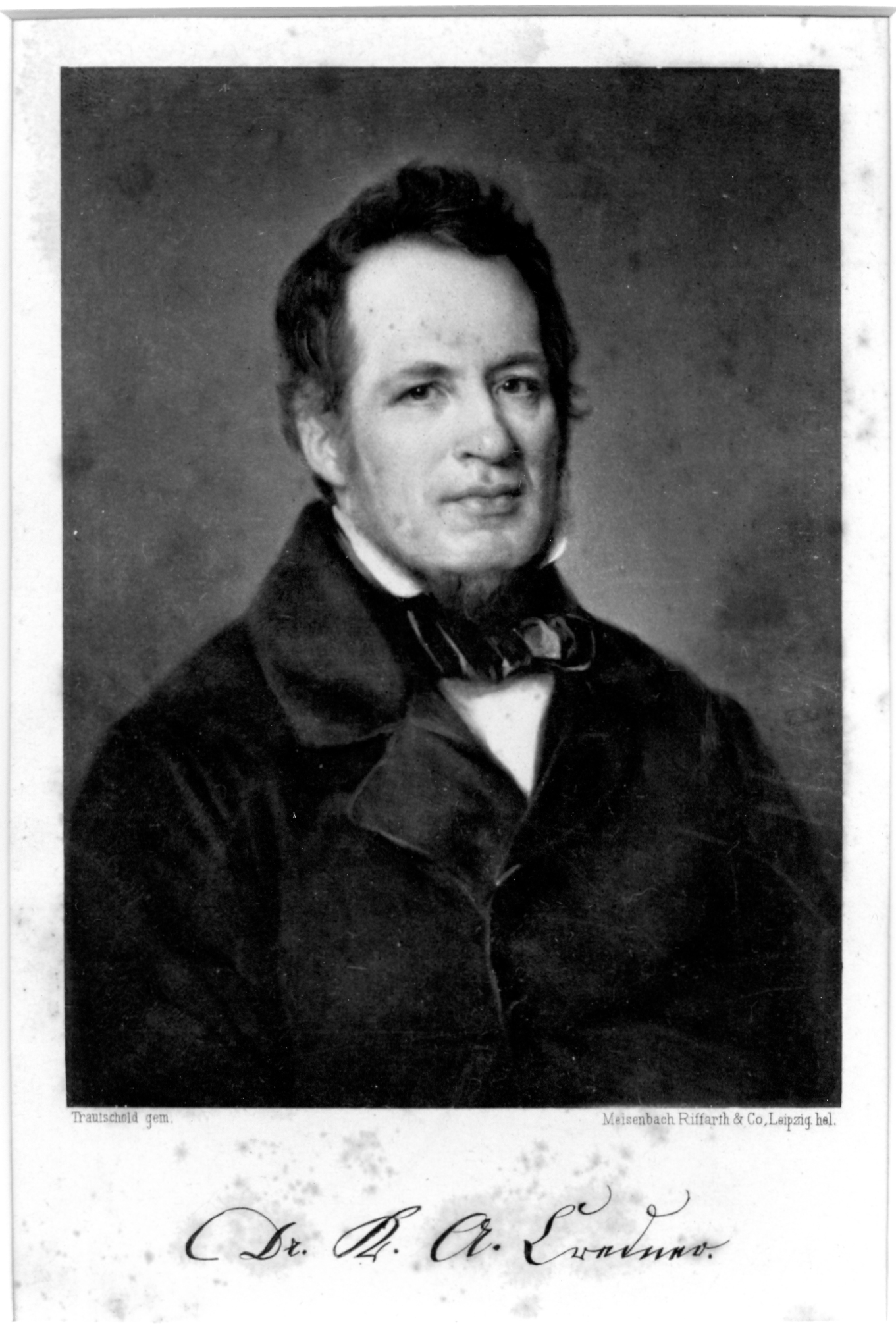
Karl August Credner ca. 1850

Karl August Credner (* 10. Januar 1797 in Waltershausen bei Gotha; † 16. Juli 1857 in Gießen) war ein deutscher evangelischer Theologe. Von 1832 bis zu seinem Tod lehrte er als ordentlicher Professor an der Universität Gießen.

## Leben
Credner entstammte einem Pfarrhaus in Waltershausen bei Gotha, wo er als Ältester von acht Geschwistern zur Welt kam. Sein Vater war der einstige Diakon in Waltershausen und späterer Pfarrer in Molschleben Johann Christian Credner (* 4. Mai 1752 in Gotha; † 12. Januar 1817 in Molschleben). Seine Mutter Christiane Gotthelfine Karoline Weinich (* 12. Juli 1776 in Laucha; † 27. Oktober 1842 in Ohrdruf) war die Tochter des Gutspächters in Laucha Karl Christoph Wilhelm Weinich (* 15. März 1734 in Mülvenstedt; † 18. März 1808 in Waltershausen) und dessen Frau Anna Christine (geb. Leffler, * 15. April 1752 in Laucha, † 24. April 1800 ebenda). Von seinen acht Geschwistern ist sein jüngerer Bruder Karl Friedrich Heinrich Credner hervorzuheben, der sich als Geologe Ansehen erwarb.
Nach dem Besuch des Gymnasiums Illustre in Gotha (1812–17) studierte Credner von 1817 bis 1825 an den Universitäten Jena, Breslau und Göttingen evangelische Theologie. In Breslau wurde er Mitglied der Burschenschaft Teutonia. 1827 promovierte er in Jena zum Dr. phil., 1828 habilitierte er sich ebendort. Im selben Jahr entdeckte er eine Versteinerung fossiler Laubholzgewächse aus der Oberkreide, die nach ihm „Credneria“ benannt wurde. Von 1830 bis 1832 war er außerordentlicher Professor in Jena, ab 1832 ordentlicher Professor und Doktor der Theologie in Gießen.
Credners wissenschaftliches Hauptinteresse galt geschichtlichen Betrachtungen und Deutungen biblischer Schriften, insbesondere des neutestamentlichen Kanons. Im universitären Leben und in der studentischen Ausbildung strebte er umfangreiche Reformen an, was in Gießen zu Auseinandersetzungen mit dem konservativen Universitätskanzler Justin von Linde führte. 1839 unterstützte Credner eine Studentenrevolte gegen die Härten der Disziplinarverfahren Lindes mit Erstürmung des Karzers. Diese Querelen trugen mit zu seinem frühen Tod bei. Postum fanden seine Reformbestrebungen jedoch große Anerkennung. In Gießen ist eine Straße nach ihm benannt.

## Mitgliedschaften
Karl August Credner war Mitglied der Deutschen Morgenländischen Gesellschaft.

## Familie
Am 24. April 1832 heiratete Credner in Jena Johanna Bernhardine Sigismunde Clotilde Luden (* 2. Juli 1813 in Jena; † 9. Januar 1884 in Hanau), die Tochter des Historikers Heinrich Luden. Aus der Ehe gingen 16 Kinder hervor. Zum Zeitpunkt seines Todes lebten davon noch neun, teilweise noch minderjährig. Von den Kindern kennt man:
1. Tochter Johanne Karoline Klotilde Credner (* 28. Februar 1833 in Gießen; † 6. Juli 1910 in Hamburg), ⚭ 24. April 1865 mit dem Pfarrer an der St. Gertraudkirche in Hamburg Dr. phil. und Dr. theol. Carl Hermann Manchot (* 3. September 1839 in Nidda; † 16. Dezember 1909 in Hamburg)
2. Sohn Franz Heinrich Wilhelm Ernst Theodor Credner (* 23. April 1835 in Gießen; † ± 1861 in Allahabad/Indien), Kaufmann in Indien
3. Tochter Luise Anna Henriette Valentine Auguste Credner (* 1. Juni 1838 in Gießen; † 3. September 1838 ebenda)
4. Sohn Ludwig Egid Karl Heinrich Ferdinand Credner (* 22. August 1839 in Gießen; † 20. November 1920 in New York/USA), Kaufmann
5. Sohn Johann Heinrich August (* 27. August 1840 in Gießen; † 23. Januar 1841 ebenda)
6. Sohn Julius August Wilhelm Credner (* 14. September 1841 in Gießen; † 1. Mai 1842 ebenda)
7. Sohn Sophron Heinrich Hermann Credner (* 7. November 1842 in Gießen; † 2. April 1924 in Berlin-Steglitz), Hofrat und Verlagsbuchhändler in Leipzig, ⚭ 1. Februar 1875 mit Anna Katharina Hauff (* 3. Mai 1855 in Offenbach; † 21. Dezember 1916 in Berlin-Zehlendorf), Tochter des Fabrikbesitzers in Offenbach Louis Hauff und der Maria Alt
8. Sohn August Friedrich Ernst Credner (* 30. Juni 1844 in Gießen; † 12. November 1875 in Waldenburg/Sachsen), schönburgischer Kammerassessor, ⚭ 7. Oktober 1872 in Waldenburg mit Hedwig Marie Kroker (* 19. September 1852 in Waldenburg), Tochter des Justizamtmanns Gustav Adolf Kroker (* 19. April 1821 in Großhennersdorf; † 29. Juni 1867 in Waldenburg) und der Laura Therese Käuffer (* 19. März 1831 in Waldenburg; † 14. August 1867 ebenda)
9. Sohn Karl August Gustav Ferdinand Credner (* 29. Dezember 1845 in Gießen; † 23. März 1910 in Pogarth/Schlesien), Arzt in Bad Nauheim, Dr. med., ⚭ 10. Oktober 1871 in Bad Nauheim mit Luise Karoline Friederike Auguste Rieß (* 4. September 1850 in Bad Nauheim; † 28. November 1890 ebenda), Tochter des Gutsbesitzers Alexander Rieß (* 9. März 1812 in Nauheim; † 31. Mai 1868 ebenda) und dessen Frau Elisabeth Mörler (* 23. März 1815 in Nauheim; † 22. September 1898 ebenda)
10. Tochter Anna Karoline Auguste Philippine Henriette Klotilde Credner (* 20. Januar 1848 in Gießen; † ± 1922 in Kalifornien/USA), ⚭ mit dem Kaufmann N.N. Colditz
11. Tochter Hedwig Karoline Auguste Theodore Wilhelmine Klotilde (* 29. März 1849 in Gießen; † 5. Dezember 1871 in Berlin), ⚭ 6. April 1870 in Berlin mit dem Arzt Dr. med. Ludwig Paul Ernst Abeking (* 5. September 1843 in Berlin; † 24. Juni 1889 ebenda)
12. Tochter Johanne Credner (* 4. Mai 1850 in Gießen; † 5. Mai 1850 ebenda)
13. Sohn Emil Ernst August Credner (* 11. Juni 1853 in Gießen; † 1880 in Nordamerika), Kaufmann

## Werke und Abhandlungen
- De prophetarum minorum versionis Syriacae quam Peschita dicunt indole. Dissertation, Göttingen 1827 (Rezension).
- „Ueber Essäer und Ebioniten, und einen theilweisen Zusammenhang derselben.“ In: Zeitschrift für wissenschaftliche Theologie 2 (1827), S. 211ff. 277ff. (Rezension).
- De librorum N. T. inspiratione quid statuerint christiani ante saeculum tertium medium. Habilitationsschrift, Jena 1828 (Digitalisat).
- Der Prophet Joel. Uebersetzt und erklärt. Halle 1831 (Digitalisat).
- Nicephori chronographia brevis. Particula prima. Gießen 1832 (Rezension).
- De Natalitiorum Christi et rituum in hoc festo celebrando solemnium origine. Antrittsvorlesung in Gießen, 16. Mai 1832 (Digitalisat).
- Über die geschichtliche Auffassung und Stellung des prophetischen Ausspruches Jesaja, Cap. 15 und 16. 1833.
- Einleitung in das Neue Testament. Halle 1836 (Digitalisat).
- „Ueber die biblische Vorstellung vom Paradiese.“ In: Zeitschrift für historische Theologie 6 (1836) (Rezension).
- Nicephori chronographia brevis. Particula altera. Gießen 1838 (Digitalisat).
- Beiträge zur Einleitung in die biblischen Schriften. 2 Bände, Halle 1832/38 (Digitalisat).
- Das Neue Testament nach Zweck, Ursprung und Inhalt für denkende Leser der Bibel. Gießen 1841/43 (Digitalisat).
- „Unterhandlungen über die Einführung der englischen Kirche in Preussen.“ In: Heidelberger Jahrbücher der Literatur (1842), S. 719ff.
- Amore et studio elucidandae veritatis in nomine Domini nostri Jesu Christi. Frankfurt am Main 1845.
- Erörterungen kirchlicher Zeitfragen. Erstes Heft: Luther’s Tod und Luther’s Bedeutung. Frankfurt am Main 1846.
- Zur Geschichte des Kanons. Halle 1847 (Digitalisat).
- „Ueber die ältesten Verzeichnisse der heiligen Schriften der katholischen Kirche.“ In: Theologische Jahrbücher 16 (1857), S. 297–314 (Digitalisat).